# WWF Mayhem in Manchester
WWF Mayhem in Manchester, foi um evento de wrestling produzido pela World Wrestling Federation (WWF) que aconteceu no dia 4 de abril de 1998 no Nynex Arena em Manchester, Inglaterra. O evento foi feito em PPV somente para o Reino Unido e foi lançado em VHS para a América do Norte

## Resultados
| # | Lutas | Estipulação                                   | Tempo |
| - | --- | --------------------------------------------- | ----- |
| 1 | Jeff Jarrett (com Tennessee Lee) derrotou Brakkus. Jarrett forçou Brakkus a desistir com um Figure-4 LegLock.                                                                         | Singles match                                 | 07:38 |
| 2 | The Godwinns (Henry e Phineas) derrotaram Disciples of Apocalypse (Skull e 8-Ball).                                                                                                   | Strap match                                   | 13:45 |
| 3 | Bradshaw derrotou Marc Mero (com Sable). Bradshaw fez o pin em Mero após um "Powerbomb".                                                                                              | Singles match                                 | 10:17 |
| 4 | Ken Shamrock e Owen Hart derrotaram The Nation of Domination (The Rock e D'Lo Brown). Shamrock forçou Brown a desistir com um "Ankle Lock".                                           | Tag team match                                | 06:19 |
| 5 | The Artist Formerly Known As Goldust (com Luna) derrotou Cactus Jack. Goldust fez o pin em Cactus após a interferência de Luna que agarrou as pernas desse quando ele ia fazer o pin. | Singles match                                 | 13:23 |
| 6 | L.O.D. 2000 (Hawk e Animal) (com Sunny) derrotaram The New Age Outlaws (Road Dogg e Billy Gunn) (c) por desqualificação. Com o resultado N.A.O. mantiveram o título.                  | Tag team match pelo WWF Tag Team Championship | 12:51 |
| 7 | Steve Austin (c) derrotou Triple H (com Chyna). Austin fez o pin em Triple H após um "Stone Cold Stunner".                                                                            | Singles match pelo WWF Championship           | 29:13 |
| 8 | The Undertaker derrotou Kane (com Paul Bearer). Undertaker fez o pin em Kane após um "Chokeslam".                                                                                     | Singles match                                 | 21:32 |